# Andrea Bregno
Andrea Bregno (Osteno, 1418 circa – Roma, settembre 1503) è stato uno scultore e architetto italiano.

## Biografia
Conosciuto sotto numerosissimi nomi, "Maestro Andrea de Monte Chavalo" "Andreas Marmorarius" "Gran Componitore" è il più grande rappresentante della scultura lombarda del 1400. 

È nato in una delle più famose famiglie artistiche della zona, i Bregno infatti avevano assunto un ruolo guida in tutte le maestranze legate a tutto il nord Italia, si è formato nella bottega del padre, il quale fu, dopo la morte di Bartolomeo Bon, "architetto e prothomaestro del palazzo" Ducale di Venezia. Al culmine della sua carriera artistica Andrea è a Roma dove riceve committenze dai papi dell'epoca.

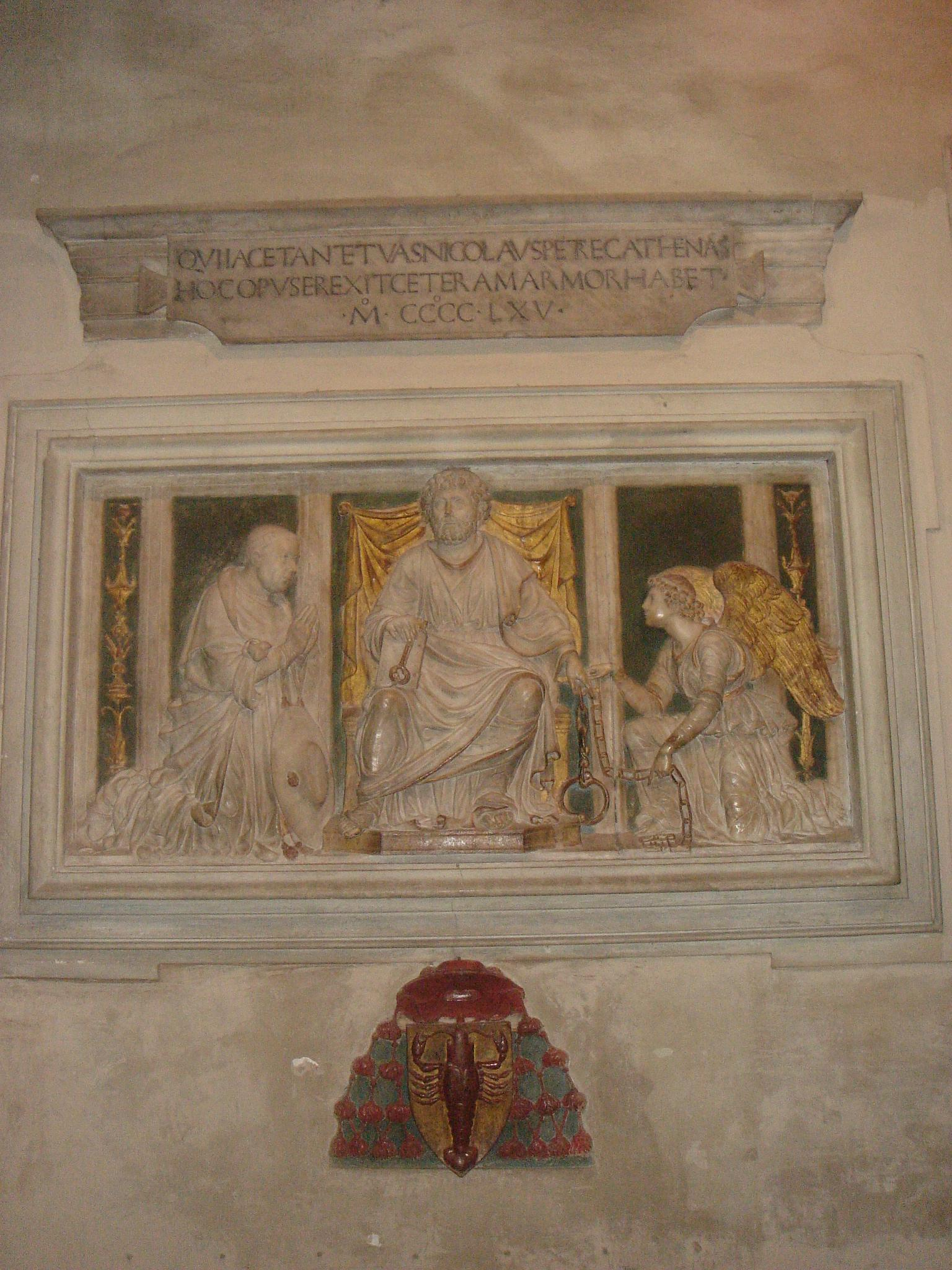
Tomba di Niccolò Cusano realizzata da Andrea Bregno nella chiesa di San Pietro in Vincoli a Roma.

Tra il 1480 e il 1485 lavora per conto del cardinale Francesco Todeschini Piccolomini all'altare che porta il nome dell'illustre famiglia, appunto Piccolomini, nel Duomo di Siena. A Roma riceve importantissime committenze da Sisto IV, come la costruzione delle tombe dei Della Rovere e Riario nella basilica di Santa Maria del Popolo e Ss. Apostoli, i monumenti cardinalizi di Santa Maria sopra Minerva, San Pietro in Vincoli, Santa Maria in Aracoeli, San Clemente, Santa Maria in Monserrato, Santa Prassede, San Giovanni in Laterano, il ciborio di San Gregorio al Celio. Di sicuro stampo bregnesco sono i monumenti funebri ai due papi Piccolomini in S. Andrea della Valle e il Ciborio di Sisto IV in Vaticano. 
Partecipa all'organizzazione del cantiere della Cappella Sistina, alla costruzione del Palazzo della Cancelleria e alla ristrutturazione di S.Maria del Popolo.
Anche sotto il pontificato di Sisto IV mantiene grandissima importanza la figura di Andrea Bregno, tanto è vero che troviamo una sua raffigurazione nella Consegna delle chiavi della Cappella Sistina ad opera del Perugino.
Dalla cultura lombardo-veneta Bregno quindi elabora in Roma un alternativo linguaggio scultoreo. In questo periodo infatti è considerato il più grande scultore dell'epoca. Attorno al 1496 il Bregno, rappresentante della ormai decadente cultura lombarda, si incontra con Michelangelo, giovane scultore rappresentante dell'arte toscana. Michelangelo risente molto dell'influenza del Bregno, che diventa uno dei suoi punti di riferimento, tanto è vero che successivamente, tra il 1501 e il 1505, accetta di terminare l'altare Piccolomini, iniziato appunto dal Bregno, cosa che non fece con nessun'altra opera, a sottolineare lo stretto rapporto di amicizia che si era creato fra i due artisti.
Andrea Bregno muore infine nel 1503 a Roma offuscato dal nascente genio di Michelangelo. È sepolto nella Basilica di Santa Maria sopra Minerva.

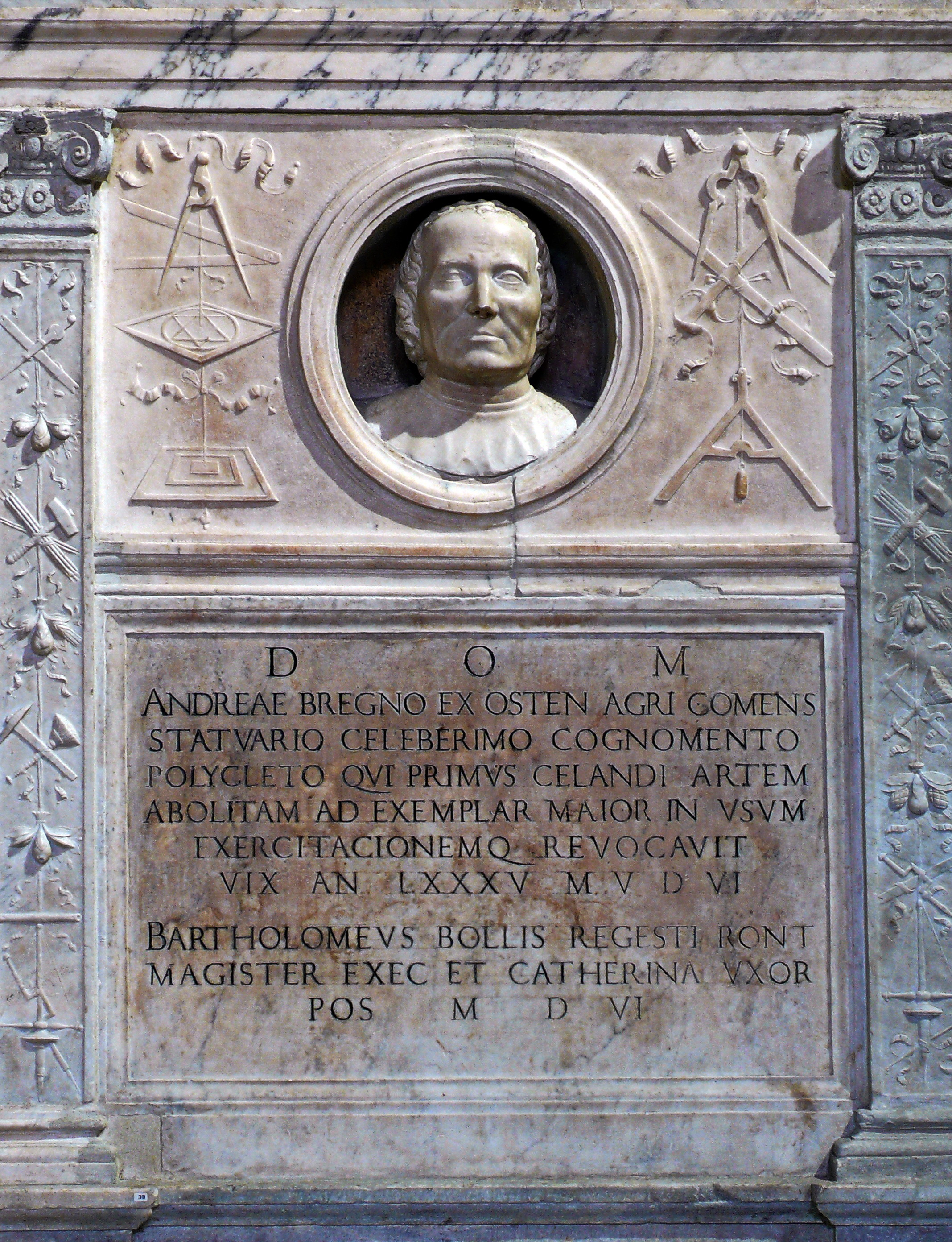
Santa Maria sopra Minerva; Tomba di Andrea Bregno